# Mogera wogura
Mogera wogura є видом кротів, ендемічним для Японії. Одиночний і денний вид, він може жити до 3,5 років у дикій природі. Їхні розміри змінюються залежно від температури та твердості ґрунту, на якому вони живуть.
M. kobeae раніше описувався як окремий вид, але тепер відомо, що він споріднений з M. wogura.
Цей вид демонструє ознаки генетичного дрейфу через парипатричне або перипатричне видоутворення. Цей висновок був зроблений через зубні аномалії, виявлені в популяціях японського крота, залежно від регіону, де виявлено японського крота.
Вважається, що M. wogura походить від прибуття його предка до Японії приблизно від 0,1 до 0,01 млн років тому. Це було приблизно в останній зареєстрований льодовиковий період.